# 中島沙樹
中島 沙樹（なかじま さき、1978年9月1日 - ）は、日本の女性声優、ナレーター。埼玉県出身。東京俳優生活協同組合所属。

## 来歴・活動
小学校時代は『スケバン刑事』の麻宮サキから由来する「アサミヤ」と呼ばれていた。高校生の頃は、すぐ赤くなるため、「リンゴちゃん」と呼ばれていた。
声優になろうとしたきっかけは色々あったという。幼いころに見ていたテレビアニメ『魔法の天使クリィミーマミ』に憧れており、その時に「自分も変身したい」、「大きくなって、子供の私にそこまで夢を与えてくれたアニメってすごいなぁ……」、「いつか自分が、今度は夢を与える側になりたいなぁ……」と思っていた。小さい頃から芝居が好きで、人前に出るのが好きだった。学芸会などでは主役を演じたかったといい、そういう願望が強く、テレビドラマやアニメを見て真似したり目立ちたがり屋だったかもしれないという。直接のきっかけは。中学3年生の時の文化祭で司会をしていた時に、教師方に「声がよかったよ」、「司会うまかったよ」と褒められたことで、ナレーションや声優に興味を持つ。その後、遅まきながらアニメ雑誌を読むようになった。高校1年生の時に林原めぐみに憧れがあったことからアーツビジョン主催の「無料新人育成オーディション」に合格し、特待生として日本ナレーション演技研究所に入所。中島は林原のことを尊敬しているという。
同所在籍中に声優グランプリ協力のもと開催された、RPGキャラクター声優オーディションへ募集し最終審査で落選したが、特別賞として合格、声優として正式に活動する前ながら『アンシャントロマン 〜Power of Dark Side〜』のサリナ・ジェナトス役を演じる。
同所卒業後1997年にアーツビジョンに所属、プロデビューは1998年に放送された『快傑蒸気探偵団 TV ANIMATION SERIES』の看護婦役だった。
1999年、ブロッコリー主催の『デ・ジ・キャラット』声優オーディションを受ける。レギュラーデビューは2002年に放送された『東京ミュウミュウ』の桃宮いちご（ミュウイチゴ）役（同作品が初主役）。
2003年12月にアーツビジョンを退所する。2004年1月中はフリー、同年2月に現在の所属事務所である東京俳優生活協同組合（俳協）に移籍した。
2004年は河原木志穂・歌手の美弥乃静とのユニット「カチューシャ」（『下級生2〜瞳の中の少女たち〜』の放映発表の際に誕生）として活動していた。
2005年、稲村優奈とのユニット「sandy」（saki and yuunaより命名）として活動していた。
2006年8月26日、池袋サンシャイン文化会館で『MÄR-メルヘヴン-』のイベントメルフェスに出演する。同年11月12日に、『Strawberry Panic』のイベントの聖アストラエア合同文化祭に出演する。
2007年3月4日に、『MÄR-メルヘヴン-』で共演した石毛佐和らのライブに出演。同年9月に、池袋サンシャインシティーで開かれた『BLUE DRAGON』のイベントに出演、『こいこい7』で共演した音宮つばさの紹介で恵比寿LIVEGATE TOKYOにてライブ（ライブ名「Music Knot Legend Vol.10」）に出演する。
2008年5月、石毛佐和らが主催する「まゆさわプレゼンツ☆吉祥寺ランチ＆ディナー」（吉祥寺スターパインズカフェ）に出演。
2009年6月、もみじ山文化センター（なかのzero大ホール）にて『癒されBar若本シーズンZwei』の公開録音を行った。同年8月、同番組のトークイベントをコミックマーケット76にて開催する。また同年12月に開催のコミックマーケット77にて同番組のトークイベントを開催。
2010年2月、日本青年館大ホールにてパチスロ機種リオデカーニバルのイベント『Rio Super Carnival』夜の部にティファニー役として参加する。同年7月、かつてカチューシャとしてユニットを組んだ河原木志穂・美弥乃静と共に、pink☆away（平田由季・五十嵐浩子）デビューイベントにて「かちゅーしゃ?!」を再結成した。
2010年8月、コミックマーケット78にて『癒されBar若本』特別放送トークイベントを行い、同年12月に『LORD of VERMILION II』のファンイベント「OVER the LORD -fan festival-」に司会として参加した。
2011年1月、水野愛日のイベント「水野愛日がる☆ぱVol.3 plume petite VS かちゅ〜しゃ?!」にて再びかちゅ〜しゃ?!のメンバーと共にライブを行った。2011年4月、西川貴教が主催する社会福祉法人STAND UP! JAPANに参加し、同団体公認で小山剛志主催の「募金活動in秋葉原withアニソンぷらす 一狩りいこうぜ!」に参加した。2011年7月、品川プリンスホテルステラホールにて、『LORD of VERMILION II』のファンイベント、OVER the LORD 〜fan festival2 × ALLSTAR TOURNAMENT〜にMCとして参加した。
2015年1月、声優の日野聡と2014年に結婚していたことをブログにて報告。現在は2児の母親である。
2020年11月、自身が出演した『東京ミュウミュウ』のリメイク版『東京ミュウミュウ にゅ〜♡』の声優オーディションの様子を動画化した「東京ミュウミュウ にゅ〜♡ ぷろろーぐ！」のナレーションを担当。オーディション後、中島が演じた主人公・桃宮いちご役になる天麻ゆうきに、直接合格通知を知らせる。その後、同作第2期の第13話で、いちごの母・桃宮さくら役を中島が演じ、新旧いちご役の声優が共演した。

## 人物
声種はメゾソプラノ。
キュートなボイスで、役柄としては子供から大人まで、幅広い層でこなす。
学生時代に得意だった科目は中学時代までは英語が得意だったが、高校時代は部活に燃えてしまったため、部活だという。学生時代に苦手だった科目は数学。
特技はフルート演奏と書道（四段）。小学校時代は、金管クラブでトランペットを吹いていた。中学、高校時代は、吹奏楽部でフルートを担当しており、3人で組んでいた木管三重奏で全国大会銀賞まで行っていたという。大学在学中はダンスサークルに所属していた。女子大に通い保育を専攻し、保育士と第一種幼稚園教員免許の資格を持っている。声優として活動していなかったら幼稚園教諭と語る。好きなプロ野球チームは読売ジャイアンツ。
趣味はパンを焼く事とネイルアート。ネイル学校に1年通い、2011年6月にJNAネイリスト技能検定1級を取得。
座右の銘は「初心忘れるべからず」。
弟がおり、「ケムンパス君」と呼んでいる。

## 出演
太字はメインキャラクター。

### テレビアニメ
1998年
- 快傑蒸気探偵団 TV ANIMATION SERIES（看護婦A）※デビュー作

2000年
- 六門天外モンコレナイト（エルフB）

2002年
- 東京ミュウミュウ（2002年 - 2003年、桃宮いちご / ミュウイチゴ）
- デュエル・マスターズ（2002年 - 2017年、黄昏ミミ） - 12シリーズ
- 超重神グラヴィオン（2002年 - 2004年、ディカ） - 2シリーズ

2004年
- 下級生2〜瞳の中の少女たち〜（高遠七瀬）
- 北へ。〜Diamond Dust Drops〜（ウエイトレス）
- 名探偵コナン（2004年 - 2023年、場内アナウンス、田中理沙子、沖しのぶ、亀山麗香、竹内千種）
- BLEACH（本匠千鶴）
- RAGNAROK THE ANIMATION（アリス）

2005年
- こいこい7（屁糞葛の君 / 女教師）
- ToHeart2（笹森花梨）
- MÄR-メルヘヴン-（2005年 - 2007年、ドロシー）

2006年
- Canvas2 〜虹色のスケッチ〜（女の子）
- Strawberry Panic（源千華留）
- 無敵看板娘（遠藤若菜）

2007年
- 月面兎兵器ミーナ（早苗つつじ / 皐月ミーナ）
- それいけ!アンパンマン（2007年 - 、クロワッサン姫〈4代目〉、トマトちゃん〈3代目〉）
- デルトラクエスト（ティラ）
- ハヤテのごとく!（2007年 - 2013年、貴嶋サキ、大河内大河、黄昏ミミ、ギンタンの彼女） - 4シリーズ
- BLUE DRAGON（ブーケ）
- ロミオ×ジュリエット（女の子）

2008年
- 絶対可憐チルドレン（2008年 - 2009年、小鹿佳子）
- BLUE DRAGON 天界の七竜（ブーケ）

2009年
- CLANNAD 〜AFTER STORY〜（母親）
- こばと。（新村奈緒子）
- 夏のあらし!（姫川ようこ）
- 毎日かあさん（2009年 - 2010年、大地くんママ、安倍まりあ）
- ライブオン CARDLIVER 翔（向川望）

2011年
- 俺たちに翼はない（香田亜衣）
- 君と僕。（2011年 - 2012年、かおり先生）
- Rio RainbowGate!（ティファニー・アボット）

2012年
- SKET DANCE（プリン）

2014年
- 大図書館の羊飼い（望月真帆）
- ドラえもん（テレビ朝日版第2期）（電話の声）
- 僕らはみんな河合荘（前村）

2015年
- 俺物語!!（女子クラスメイト1）
- 探偵歌劇 ミルキィホームズ TD（絹宮サキコ）

2019年
- サークレット・プリンセス（笠原美由紀）

2023年
- 東京ミュウミュウ にゅ〜♡（桃宮さくら）

### 劇場アニメ
- 劇場版デュエル・マスターズ 闇の城の魔龍凰（2005年、黄昏ミミ）
- 劇場版デュエル・マスターズ 黒月の神帝（2009年、黄昏ミミ）
- 劇場版デュエル・マスターズ 炎のキズナXX!!（2010年、黄昏ミミ）
- 劇場版 ハヤテのごとく! HEAVEN IS A PLACE ON EARTH（2011年、貴嶋サキ）
- 名探偵コナン 隻眼の残像（2025年、TV音声）

### OVA
- ファーブル昆虫記 名作アニメシリーズ（ポーリーン）
- シーバス1-2-3（1999年）
- スライム冒険記 海だ、イエ〜（1999年）
- 卒業M（1999年、レポーター）
- GUNDAM EVOLVE../14 武者頑駄無（2005年、茶屋娘）
- Gift 〜ギフト〜（2007年）
- OVA ToHeart2（2007年、笹森花梨）
- ToHeart2ad（2008年、笹森花梨）
- BLUE DRAGON 天界の七竜（2008年、ブーケ）※ジャンプスーパーアニメツアーにて放映
- ToHeart2 adplus（2009年、笹森花梨）
- ハヤテのごとく!! アツがナツいぜ 水着編!（2009年、貴嶋サキ）
- ToHeart2 adnext（2010年、笹森花梨）
- ToHeart2 ダンジョントラベラーズ（2012年、笹森花梨）

### Webアニメ
- BABY&GIRL アロ恵（2009年、みかん）
- ぷち！東京ミュウミュウ にゅ〜♡（2023年、桃宮さくら）

### ゲーム
1998年
- アンシャントロマン 〜Power of Dark Side〜（サリナ・ジェナトス）※養成所在籍中

1999年
- エアロダンシング featuring Blue Impulse（女性プレイヤー時のパイロットの声）
- 闘神伝昴（ナル・アモウ）
- ときめきメモリアルPOCKET カルチャー編（和泉恭子）

2001年
- デ・ジ・キャラット ファンタジー（セシル）

2002年
- いっしょに数学しようよ!（ユリ）
- 東京ミュウミュウ 登場新ミュウミュウ!みんないっしょにご奉仕するにゃん♥（桃宮いちご）

2003年
- デ・ジ・キャラット ファンタジー エクセレント（セシル）

2004年
- アヴァロンの鍵弐 秩序と戒律（ディアラ）
- ToHeart2（笹森花梨）
- Φなる・あぷろーち（芽生あやめ）

2005年
- Φなる・あぷろーち -final fandisk-（芽生あやめ）
- 影牢II -Dark illusion-（アリシア）
- トップをねらえ! GunBuster
- メルヘヴン ÄRM FIGHT DREAM（ドロシー）
- ロックマンゼロ4（ソル・ティターニャン）

2006年
- 幻想水滸伝V（レレイ、フェイレン、イザベル）
- Strawberry Panic! GIRLS' SCHOOL IN FULLBLOOM（源千華留）
- パルフェ -Chocolat Second Style-（高村みつえ）
- ふぁいなりすと（薄野真沙穂）
- メルヘヴン カルデアの悪魔（ドロシー）
- メルヘヴン 忘却のクラヴィーア（ドロシー）
- ロックマンゼクス（ソル・ティターニャン）

2007年
- 月面兎兵器ミーナ ふたつのPROJECT M（早苗つつじ / 皐月ミーナ）
- すもももももも〜地上最強のヨメ〜 継承しましょ!? 恋の花ムコ争奪戦!!（美月彩花）
- ハヤテのごとく! ボクがロミオでロミオがボクで（貴嶋サキ）
- マブラヴ ALTERED FABLE（築地多恵）

2008年
- スターオーシャン2 Second Evolution（セリーヌ・ジュレス）
- ハヤテのごとく! お嬢様プロデュース大作戦 ボク色にそまれっ! お屋敷編（貴嶋サキ）
- LORD of VERMILION（プレイヤーキャラクター〈リシア〉、サキュバス、リリス、アリス、ダークアリス、ブラウニー 他）

2009年
- 外貨売買トレーナー カブトレFX（女性主人公、ノゾミ）
- 新宿の狼（黒木千夏）
- ToHeart2 PORTABLE（笹森花梨）
- ハヤテのごとく!! ナイトメアパラダイス（貴嶋サキ）
- BLEACH 〜ソウル・カーニバル2〜（本匠千鶴）
- LORD of VERMILION II（プレイヤーキャラクター〈リシア〉、サキュバス、リリス、アリス、ダークアリス、ブラウニー 他）

2010年
- タルタロスオンライン（ロラ、ロベリア、アイリート、ミミ、コルベット）
- アヴァロンの鍵ONLINE（ディアラ）

2011年
- 乙女はお姉さまに恋してるPortable 2人のエルダー（七々原薫子）
- ToHeart2 ダンジョントラベラーズ（笹森花梨）
- ToHeart2 DX PLUS（笹森花梨）
- マブラヴ オルタネイティヴ クロニクルズ 憧憬（ヘルガローゼ・ファルケンマイヤー）

2012年
- ハートフルシミュレーター PACHISLOT ToHeart2（笹森花梨）
- AQUAPAZZA（柏木梓）

2013年
- 神咒神威神楽 曙之光（久雅竜胆）
- ToHeartハートフルパーティ（笹森花梨）
- LORD of VERMILION III（アリス、ポポ、ドロシー、ダークアリス、ミリア、リリス、ポセイドン、雪の女王 他）

2014年
- 穢翼のユースティア Angel's blessing（リサ）
- ダンジョントラベラーズ2 王立図書館とマモノの封印（笹森花梨）
- あかやあかしやあやかしの（薙）
- ソニプロ（ミューズ）
- ドリームクラブGogo.（桜華）

2015年
- 大図書館の羊飼い -Library Party-（望月真帆）
- ブレイブソード×ブレイズソウル（鍛冶医クランベリー）

2016年
- グランブルーファンタジー（ミリア）

2017年
- スターオーシャン:アナムネシス（セリーヌ・ジュレス）
- 千の刃濤、桃花染の皇姫（稲生滸）

2018年
- 参千世界遊戯 〜Re Multi Universe Myself〜（トモエ・ナカハラ、中原静）

2019年
- クイズRPG 魔法使いと黒猫のウィズ（メリー / メリーディエス、メリーディエス・ハート）
- デュエル・マスターズ プレイス（黄昏ミミ）

2022年
- ブラウンダスト（ソラリス）
- 穢翼のユースティア（リサ）
- STAR OCEAN THE SECOND STORY R（セリーヌ・ジュレス）

### ドラマCD
1998年
- アンシャントロマン 墟城伝説 （サリナ・ジェナトス、侍女ユリア）※養成所在籍中
- Little Love Letters first mail（女子生徒）

1999年
- クレセントノイズ

2002年
- ゲートキーパーズ（女子生徒）
- 紅茶王子（生徒）

2004年
- 下級生2 ドラマCD(2)（高遠七瀬）

2005年
- こいこい7 ドラマCD第1巻[戦国おとぎ草子〜荒野のさまよえる七匹の侍〜]（屁糞蔓の君）
- 少年進化論 plus（女子生徒）

2006年
- Strawberry Panic（源千華留）　
  - オリジナルドラマCD ミアトル編 〜お姉さまと下着そうどう〜
  - オリジナルドラマCD スピカ編 〜お姉さまと身体検査〜
  - オリジナルドラマCD ルリム編 〜お姉さまとメイドそうどう〜
  - PS2ゲーム初回限定版ドラマCD

- アンソロジードラマCD ToHeart2 Vol.1、2（笹森花梨）
- まなざしのレジスタンス（青木こずえ）
- 無敵看板娘 ドラマCD（遠藤若菜）

2007年
- 月面兎兵器ミーナ キャラクターコレクション2（皐月ミーナ）
- ハヤテのごとく! ドラマCD2/疾走!白皇学院バスツアーとマリアさんの独り言（貴嶋サキ）

2008年
- CYBER PHASE LABEL この愛を喰らえ（ゆかり）
- ハヤテのごとく! ドラマCD3/初恋（貴嶋サキ）
  - ドラマCD/ハヤテのごとく! お嬢様プロデュース大作戦 ボク色にそまれっ! 学校編初回特典

- 俺たちに翼はない ドラマシリーズ第4、5章（香田亜衣）
- ふおんコネクト!（和理舞）

2009年
- 俺たちに翼はない 2nd season Vol.3（香田亜衣）
- 装甲悪鬼村正〜妖甲秘聞〜（高嶺御前）
- 月夜のフロマージュ（レン先生）
- “文学少女”と死にたがりの道化【前篇】・【後篇】（添田理保子）
- ぼくたちと駐在さんの700日戦争（白井先生）
  - 僕たちと駐在さんの700日戦争 Part2（白井先生）

- Rio Sound Hustle! -Rio盛-（ティファニー）

2010年
- 僕たちと駐在さんの700日戦争 Part3（白井先生）
- BLEACH 破面・空座決戦篇 1 DVD限定版特典オリジナルドラマCD「燃えよ!ヒーローショー〜空座デパートで俺と握手!〜」（本匠千鶴）

2011年
- 俺たちに翼はない 3rd Season 特別編（香田亜衣）
- 穢翼のユースティア（リサ）
- マブラヴ オルタネイティヴ クロニクルズ02「ウォードッグ」セット（ヘルガローゼ・ファルケンマイヤー）

2013年
- 神咒神威神楽 曙之光 初回限定版同梱オリジナルドラマCD（久雅竜胆）

2014年
- 南鎌倉高校女子自転車部（神倉冬音）※単行本第5巻ドラマCD付き初回限定版

### 吹き替え
- CSI:マイアミ6（2009年、アマンダ・ブライトン）
- パウ・パトロール ザ・マイティ・ムービー（2023年、ジャネット[53]）

### ラジオ
- 佐久間紅美と中島沙樹の天使の診察室〜エンジェル♡クリニック〜（時期不明）
- 下級生はらいむいろ（2004年 - 2005年、文化放送）
- アミューズステーション（2004年 - 2006年、ラジオ関西・音泉）
- 癒されBar若本シーズンZwei（2009年 - 2010年）[54]
- カブラジ（2009年）

#### ラジオドラマ
- FM富士「ラジオドラマ六夜怪談」（胡桃マミ、2010年）

#### ラジオCD
- 癒されBar若本
  - 癒されBar若本the CD vol.1のラジオCD特別版及び第9回・10回ゲスト分を収録（2008年）
  - 癒されBar若本シーズンZwei the CD vol.03（2009年）
  - 癒されBar若本シーズンZwei the CD Vol.04（2009年）
  - 癒されBar若本シーズン the Final（2010年）
- SCRUM Radio〜らむらじ〜 ラジオCD Vol.5（2014年12月）

### パチスロ・パチンコ
- パチスロ 超重神グラヴィオン（ディカ、2011年1月）
- パチスロToHeart2（笹森花梨、2012年）
- CRぱちんこRio -Rainbow Road-（ティファニー、2014年）

### ナレーション

#### テレビ番組
時期不明
- キティズパラダイス

2006年
- 嵐の宿題くん（ボイスオーバー：日本テレビ、2006年10月 - ）

2007年
- 独占!金曜日の告白（ナレーション：フジテレビ、2007年10月 - 2008年3月）

2008年
- ザ・ベストハウス123（ボイスオーバー：フジテレビ、2008年8月13日 - 〈不定期〉）

2009年
- さんま&くりぃむの芸能界(秘)個人情報グランプリ第3回（ボイスオーバー：フジテレビ、2009年7月3日）
- 火曜エンタテイメント!・ワケありで儲かったワケ教えますSP（ナレーション：テレビ東京、2009年8月18日）
- さんま&くりぃむの第4回芸能界(秘)個人情報グランプリ（ボイスオーバー：フジテレビ、2009年10月23日）

2010年
- さんま&くりぃむの第5回芸能界(秘)個人情報グランプリ（ボイスオーバー：フジテレビ、2010年4月16日）
- THE CHAMPION（ナレーション：TBS、2010年4月 - 5月）
- さんま&くりぃむの第6回芸能界(秘)個人情報グランプリ（ボイスオーバー：フジテレビ、2010年8月21日）
- さんま&くりぃむの第7回芸能界(秘)個人情報グランプリ（ボイスオーバー：フジテレビ、2010年11月5日）

2011年
- お茶の水ハカセSP（ボイスオーバー：TBS、2011年2月8日）
- さんま&くりぃむの第8回芸能界(秘)個人情報グランプリ（ボイスオーバー：フジテレビ、2011年2月12日）
- さんま&くりぃむの第9回芸能界(秘)個人情報グランプリ（ボイスオーバー：フジテレビ、2011年5月28日）
- BANANA69（ナレーション：関西テレビ(特番) 2011年6月23日、6月30日）
- 戦国鍋TV 〜なんとなく歴史が学べる映像〜 戦国ロボ・直江兼続編(テレビ神奈川等、2011年7月9日）
- 戦国鍋TV 〜なんとなく歴史が学べる映像〜 戦国保健室コーナー(ナレーション：テレビ神奈川等、2011年7月-)

2012年
- ゲッターズ飯田と瑠奈の2012年　芸能人占いスペシャル　星座編／干支編(ナレーション：ひかりＴＶチャンネル1、2012年1月1日)
- バカリズム THE MOVIE（ナレーション：東京MX) 2012年1月24日）
- Break　Out（ナレーション：テレビ朝日) 2012年1月26日-）
- バカリズム THE MOVIE（映画告知用ナレーション：東京MX) 2012年3月13日

#### テレビCM
時期不明
- 株式会社いつも
- 動物の骨“骨ほねサファリパーク”
- 早起き1ばん

2002年
- 講談社 「なかよし11月号」
- タカラトミー
  - GBA「はめパネ 東京ミュウミュウ」
  - 「ストロベルベル／ミュウフラワーノート／ミュウアクアロッド」
  - 「ストロベルベル／ミントアロー／レタスタネット」
  - 「はやがわりドレス／ドキドキハート」
  - PS「登場新ミュウミュウ!みんないっしょにご奉仕するにゃん」

- NECインターチャネル
  - 「東京ミュウミュウMAXI キラメキの海を越えて／サントラ2」
  - 「東京ミュウミュウDVD-VIDEO」

- 丸大食品 「ミュウミュウソーセージ」

2004年
- NECインターチャネル 「金色のガッシュベル!!CD」

2005年
- エム・ティー・オー ｢お茶犬の冒険島｣

2006年
- KONAMI 「メルヘヴン カルデアの悪魔」
- village again 「koop island」
- エム・ティー・オー
  - 「お茶犬の部屋DS」
  - 「サンエックスランド テーマパークで遊ぼう!」

2007年
- 彩〜スペイン編
- タカラトミー 「リカちゃん人形 プリンセス・カール・マリア（プリンセスカールヘアサロン篇）」
- ぴえろ 「BLUE DRAGON（番組CM）
- エム・ティー・オー
  - 「お茶犬の部屋DS2」
  - 「お茶犬の大冒険〜ほんわか夢見る世界旅行」
  - 「サンエックス キャラさがしランド」

2008年
- セガ 東京ジョイポリス
- タカラトミー 「リカちゃん人形 ビューティモデルズ篇」
- エム・ティー・オー
  - 「お茶犬の部屋DS3」
  - 「お茶犬の大冒険2〜夢いっぱいのおもちゃ箱〜」
  - 「サンエックスキャラクターチャンネルオールスター大集合」
  - 「リズムでクッキング」

2009年
- EMIミュージックジャパン 『I am xxx』／GLAY
- タカラトミー 「リカちゃん人形　モスバーガーショップ篇」
- テレビ東京 「火曜エンタテイメント!番宣スポットCM」（8月18日放送分）
- 経済産業省・日本動画協会 「ジャパンアニメコラボマーケット2009」
- エム・ティー・オー
  - 「リラックマ みんなでごゆるり生活」
  - 「お茶犬の部屋ＤＳ４」

2010年
- エム・ティー・オー ｢かわいい仔犬DS3｣

2011年
- 株式会社ジョイパレット｢COCO touch-pet｣

2012年
- セブン&アイ・ホールディングス ｢セブン銀行｣

#### ラジオCM
- チェリオコーポレーション 「チェリオ」（時期不明）
- FM横浜（2007年）
- アスキー・メディアワークス・電撃文庫『狼と香辛料 XII』（2009年）
- 学校法人小山学園（2009年）
  - 「東京テクニカルカレッジ」
  - 「東京工科自動車大学校」
- KONAMI 「外貨売買トレーナー カブトレFX」（2009年）
- TOYOTA 「Chambre a Paris」（2009年）
- 富士急行 「スノータウンYeti（スノータウンイエティ）」（2009年）
- プリンスホテル「大磯ロングビーチ」（2009年）
- LOTTE（2009年）
  - 「クリミオ」
  - 「トッポ」

#### その他ナレーション
- 実写映画『毎日かあさん』（ナレーション：松竹、2011年2月5日）
- キヤノン 「Canonプリンター操作説明」
- ファミリーマート 「Family Mart研修用ビデオ」
- IBM 「IBMネットモール」（春江役）
- KDDI
  - 「KDDテレホンサービス」
  - 「au フィルタリングサービス、EZ安心アクセスサービス」（2009年）[55]
- タカラトミー 「リカちゃん人形」（プリンセス・カール・マリア、2007年 - ）
  - リカちゃん人形店内プロモーションビデオ
    - 「プリンセスカールヘアサロン説明用PV」（2007年 - ）
    - 「ビューティモデルズ説明用PV」2008年 - ）
    - 「モスバーガーショップ説明用PV」2009年 - ）

  - リカちゃん電話
    - 「リカワールドツアー篇」（2007年5月）
    - 「ミスタードーナッツショップ篇」（2008年8月）
    - 「クルキュートドレッサー篇」（2009年5月）
    - 「ビューティモデルズ篇」（2009年7月）
- 日本自動車工業会 「東京モーターショー2007場内ナレーション」（2007年10月26日 - 11月11日）
- 代々木アニメーション学院「福岡校臨時講師」（2007年11月18日）
- セガ 「東京ジョイポリス店頭ナレーション」（2008年12月 - ）
- 損保ジャパン 「新入社員用VP」（2009年）[注 2]
- 昭島市 「東京都昭島市ショッピングモール・モリタウン・25周年記念キャラクター・モリリン役（ショッピングモール店内放送)」（2009年4月 - ）[注 3]
- TAITO 「T:Style用VP」（キャッシー役）（2009年11月 - ）
- オリンパス「OLYMPUS PEN Lite E-PL1」（店頭PV)（2010年）
- 墨田区 「すみだ生涯学習センター ユートリヤ・スターガーデン（パンナコッタ役）」（2010年7月24日 - ）
- マツモトキヨシ「ジャスト・アイ インフォメーション星座ランキング」（2011年4月 - ）
- TOYOTA「TOYOTA、セールスフォース・ドットコムの共同会見（久美ちゃん役）」（2011年5月23日）
- 吉本興業「WAROTAR」（動画サイト開設予告ナレーション)（2011年8月）
- マツモトキヨシ「お得クーポン」（2011年9月 - ）
- TOSHIBA 「VEGETA」（店頭PVナレーション）（2011年11月 - ）
- BS!SITE ｢ぶっちゃけすごいBS〜新しいBSの魅力〜｣（2011年11月 - ）
- アスビーフォーラム（店頭ナレーション）（2011年11月 - ）
- DoCoMo 「Xiトーク24」（新宿アルタビジョンで放送）（2012年3月 - ）

### 映像商品
- 俳協 45th ANNIVERSARY『Party Live!』with HAIKYO VOICE ACTOR ALL STARS（時期不明）
- 下級生はらいむいろ〜ラジオじゃないラジオ〜 下級生2PART 全3巻（2005年）
- アニフェス2004冬祭り〜下級生2＆らいむいろ流奇譚X イベントDVD〜（2005年3月25日）

### 特撮
- 仮面ライダーW RETURNS『仮面ライダーアクセル』[56]（2011年）

## ディスコグラフィ

### キャラクターソング
| 発売日   | 商品名 | 歌                                                       | 楽曲                                                                        | 備考                                                          |
| 2002年   | 2002年 | 2002年                                                   | 2002年                                                                      | 2002年                                                        |
| -------- | --- | -------------------------------------------------------- | --------------------------------------------------------------------------- | ------------------------------------------------------------- |
| 6月5日   | 恋はア・ラ・モード | 東京ミュウミュウ                                         | 「恋はア・ラ・モード」                                                      | テレビアニメ『東京ミュウミュウ』エンディングテーマ            |
| 6月5日   | 恋はア・ラ・モード | 桃宮いちご（中島沙樹）                                   | 「のんびりDreamin'」                                                        | テレビアニメ『東京ミュウミュウ』関連曲                        |
| 9月4日   | 東京ミュウミュウ CHARACTERS SONGS いちごのCDなのにゃん!                                                                                   | 桃宮いちご（中島沙樹）                                   | 「最高にHappy!」 「恋はア・ラ・モード（LOVE EXTENDED MIX〜ICHIGO SOLO〜）」 | テレビアニメ『東京ミュウミュウ』関連曲                        |
| 9月4日   | 東京ミュウミュウ CHARACTERS SONGS いちごのCDなのにゃん!                                                                                   | 桃宮いちご（中島沙樹）                                   | 「STRAWBERRY POWER」                                                        | テレビアニメ『東京ミュウミュウ』挿入歌                        |
| 2003年   | |                                                          |                                                                             |                                                               |
| 2月26日  | キラメキの海を超えて | 桃宮いちご（中島沙樹）                                   | 「キラメキの海を超えて」                                                    | テレビアニメ『東京ミュウミュウ』挿入歌                        |
| 2月26日  | キラメキの海を超えて | 桃宮いちご（中島沙樹）                                   | 「rondo」                                                                   | テレビアニメ『東京ミュウミュウ』関連曲                        |
| 3月26日  | 東京ミュウミュウ スーパーベストヒット -カフェミュウミュウサイド-                                                                          | 東京ミュウミュウ                                         | 「恋はア・ラ・モード（New Edition）」                                       | テレビアニメ『東京ミュウミュウ』関連曲                        |
| 2004年   | |                                                          |                                                                             |                                                               |
| 11月26日 | 下級生2〜瞳の中の少女たち〜 ソング・コレクション                                                                                          | カチューシャ                                             | 「18」                                                                      | テレビアニメ『下級生2〜瞳の中の少女たち〜』オープニングテーマ |
| 11月26日 | 下級生2〜瞳の中の少女たち〜 ソング・コレクション                                                                                          | カチューシャ                                             | 「恋の歌」                                                                  | テレビアニメ『下級生2〜瞳の中の少女たち〜』エンディングテーマ |
| 11月26日 | 下級生2〜瞳の中の少女たち〜 ソング・コレクション                                                                                          | 高遠七瀬（中島沙樹）                                     | 「潮騒」                                                                    | テレビアニメ『下級生2〜瞳の中の少女たち〜』関連曲             |
| 2005年   | |                                                          |                                                                             |                                                               |
| 5月18日  | 魔法のランプ | 東和野ミヤ（音宮つばさ）、屁糞蔓の君（中島沙樹）         | 「魔法のランプ」                                                            | テレビアニメ『こいこい7』関連曲                               |
| 6月24日  | Sandy Day's | sandy（中島沙樹、稲村優奈）                              | 「Sandy Day's」 「風の丘、戻れない夏」                                      |                                                               |
| 11月23日 | ToHeart2 CharacterSongs | 笹森花梨（中島沙樹）                                     | 「素敵な何か」                                                              | PS2ゲーム『ToHeart2』関連曲                                   |
| 2007年   | |                                                          |                                                                             |                                                               |
| 3月21日  | 月面兎兵器ミーナ キャラクターコレクション2                                                                                                | 皐月ミーナ（中島沙樹）                                   | 「はぐれブルース」                                                          | テレビアニメ『月面兎兵器ミーナ』関連曲                        |
| 11月21日 | 「ハヤテのごとく!」キャラクターCD 7 橘ワタル&貴嶋サキ                                                                                     | 橘ワタル（井上麻里奈）、貴嶋サキ（中島沙樹）             | 「哀 MYSTERY」                                                              | テレビアニメ『ハヤテのごとく!』関連曲                         |
| 2009年   | |                                                          |                                                                             |                                                               |
| 3月6日   | 「ハヤテのごとく!」キャラクターカバーCD 〜選曲:畑健二郎〜                                                                                 | 橘ワタル with 貴嶋サキ starring 井上麻里奈 with 中島沙樹 | 「STEP」                                                                    | テレビアニメ『ハヤテのごとく!』関連曲                         |
| 4月22日  | 俺たちに翼はない CHARACTER SONG ALBUM | 香田亜衣（中島沙樹）                                     | 「硝子のHeart」                                                             | ゲーム『俺たちに翼はない』関連曲                              |
| 8月28日  | 癒されBar若本 the CD vol.03 | 中島沙樹、渕上舞                                         | 「Eternal Friends」                                                         |                                                               |
| 9月30日  | 「ハヤテのごとく!!」キャラクターCD 2nd series 07 橘ワタル&貴嶋サキ with ソニア・シャフルナーズ starring 井上麻里奈&中島沙樹 with 堀江由衣 | 橘ワタル（井上麻里奈）、貴嶋サキ（中島沙樹）             | 「C'mon!!」                                                                 | テレビアニメ『ハヤテのごとく!』関連曲                         |
| 2010年   | |                                                          |                                                                             |                                                               |
| 2月10日  | Rio Sound Hustle! -MEGA盛- | ティファニー（中島沙樹）                                 | 「Gamble Jungle」                                                           | ドラマCD『Rio Sound Hustle!』関連曲                           |

- SONIC GUM「銀河拳獣無宿伝リュウ-モンスターズコンテナ-」（もなみ）ワニブックスWeb通販限定CD